# Пепе Імас
Пепе Імас (ісп. Pepe Imaz; нар. 30 травня 1974) — колишній іспанський тенісист.
Найвищу одиночну позицію світового рейтингу — 146 місце досяг 11 травня 1998, парну — 167 місце — 22 квітня 1996 року.
Найвищим досягненням на турнірах Великого шолома було 2 коло в одиночному розряді.

## Фінали челленджерів Туру ATP

### Парний розряд: (2-3)
| Результат | Ранг | Рік  | Турнір                  | Покриття | Партнер                 | Суперники                      | Рахунок       |
| --------- | ---- | ---- | ----------------------- | -------- | ----------------------- | ------------------------------ | ------------- |
| Перемога  | 1.   | 1993 | Севілья, Іспанія        | Ґрунт    | Еміліо Бенфеле Альварес | Стів Кемпбелл Джон Янсі        | 6–7, 6–1, 6–2 |
| Перемога  | 2.   | 1994 | Севілья, Іспанія        | Ґрунт    | Еміліо Бенфеле Альварес | Патрік Баур Торбен Тайне       | 6–1, 6–3      |
| Поразка   | 1.   | 1995 | Схевенінген, Нідерланди | Ґрунт    | Еміліо Бенфеле Альварес | Еял Ран Андрей Павел           | 4–6, 4–6      |
| Поразка   | 2.   | 1995 | Ґрац, Австрія           | Ґрунт    | Еміліо Бенфеле Альварес | Пабло Альбано Войтех Флегль    | 4–6, 3–6      |
| Поразка   | 3.   | 1997 | Севілья, Іспанія        | Ґрунт    | Еміліо Бенфеле Альварес | Туомас Кетола Міхаель Кольманн | 6–4, 1–6, 3–6 |